# Барановка (Хмельницкая область)
Бара́новка (укр. Баранівка) — село в Ярмолинецкой поселковой общине Хмельницкого района Хмельницкой области Украины.
Население по переписи 2001 года составляло 310 человек. Телефонный код — 3853. Занимает площадь 1,077 км². Код КОАТУУ — 6825881201.